# Gonatodes hasemani
Espèce
Synonymes
- Gonatodes spinulosus Amaral, 1933

Statut de conservation UICN

 LC  : Préoccupation mineure
Gonatodes hasemani est une espèce de geckos de la famille des Sphaerodactylidae.

## Répartition
Cette espèce se rencontre :
- dans le nord de la Bolivie ;
- dans l'est du Pérou ;
- dans l'ouest du Brésil ;
- dans le sud de la Colombie.

## Étymologie
Cette espèce est nommée en l'honneur de John Diederich Haseman.

## Publication originale
- Griffin, 1917 : A list of the South American lizards of the Carnegie Museum, with descriptions of four new species. Annals of the Carnegie Museum, vol. 11, p. 304-320 (texte intégral).